# Róbert Vittek
Róbert Vittek (* 1. dubna 1982, Bratislava) je bývalý slovenský fotbalový útočník a reprezentant, naposledy působící v týmu ŠK Slovan Bratislava. Hráčskou kariéru ukončil v posledním 32. kole ročníku 2018/19 v souboji s celkem ŠKF iClinic Sereď (výhra 3:1), na hrací plochu přišel v 75. minutě namísto Rafaela Ratãa a stal se díky tomuto startu mistrem ligy. Nastupoval na hrotu útoku. Mimo Slovensko působil na klubové úrovni v Německu, Francii, Turecku a Maďarsku. V současnosti je funkcionář, od září 2022 ředitel pro mezinárodní vztahy ve Slovanu Bratislava. Jeho manželkou je slovenská zpěvačka Patrícia Vitteková, se kterou má dvě dcery.
Za roky 2001 a 2002 vyhrál cenu Petra Dubovského, která se na Slovensku uděluje nejlepšímu slovenskému hráči do 21 let. V roce 2006 vyhrál slovenskou anketu Fotbalista roku.

## Klubová kariéra
Vittek začal se sportem ve čtyř letech ve Slovanu Bratislava. Zprvu se věnoval lednímu hokeji, od devíti let pak fotbalu. V 15 letech se o něj zajímal španělský klub Real Madrid, z transferu sešlo kvůli jeho zranění.

### ŠK Slovan Bratislava
V dresu Slovanu Bratislava se před sezonou 1999/00 propracoval do seniorské kategorie. V A-týmu Slovanu debutoval v roce 1999 ve svých sedmnácti letech proti Spartaku Trnava (výhra 3:0). Svoji premiérovou branku v nejvyšší soutěži vstřelil na jaře 2000 proti stejnému soupeři (výhra 3:0). V ročníku 2000/01 dal tehdy jako osmnáctiletý 10 gólů, v následující sezoně nastřílel 14 branek a v ročníku 2002/03 se stal třetím nejlepším střelcem ligy s 19 přesnými zásahy. Za Slovan nastoupil k 101 ligovým střetnutím.

### 1. FC Norimberk
V srpnu 2003 odešel do Německa, hostovat za 200 tisíc eur do klubu 1. FC Norimberk. V týmu působil společně se svým krajanem Markem Mintálem. V ročníku 2003/04 pomohl Norimberku k návratu do Bundesligy.

#### Sezóna 2004/05
V létě 2004 do mužstva za cca jeden milion eur přestoupil. Svůj první gól v nejvyšší soutěži dal v úvodním kole na půdě klubu 1. FC Kaiserslautern (výhra 3:1). Podruhé v ročníku se střelecky prosadil 2. října 2004 proti Borussii Dortmund (remíza 2:2), když ve 25. minutě zvyšoval na průběžných 2:0. Trefil se i v následujícím kole proti týmu SC Freiburg (výhra 3:0). Ve 20. kole hraném 5. 2. 2005 vstřelil jedinou branku proti Hamburgeru SV, který v Norimberku zvítězil 3:1. Svůj pátý gól dal ve 24. kole v odvetě proti Dortmundu, když v 89. minutě vyrovnával z pokutového kopu na konečných 2:2. V sezoně odehrál 24 ligových střetnutí.

#### Sezóna 2005/06
Poprvé v ročníku se trefil 5. února 2006 v 19. kole proti Hannoveru 96 (remíza 1:1), když v 56. minutě otevřel skóre utkání. 12. 2. 2006 dal ve 36. minutě jediný gól Norimberku proti Bayernu Mnichov (prohra 1:2). V březnu 2006 měl skvělou střeleckou formou. Během třech ligových zápasů dal osm branek, což do té doby nikdo nedokázal. Trefil se třikrát proti mužstvům MSV Duisburg (výhra 3:2) a 1. FC Kolín (výhra 4:3)., dva góly dal do sítě Werderu Brémy (výhra 3:1) 1. dubna 2006 se následně prosadil proti klubu 1. FSV Mainz 05, když deset minut před koncem zvyšoval na konečných 3:0. Svoji dvanáctou a třínáctou branku dal ve 30. kole proti Kaiserslauternu (výhra 3:2). Další dvougólový večer prožil proti Borussii Mönchengladbach, když se ve 32. kole hraném 2. 5. 2006 podílel na výhře 5:2. Následně se trefil v domácím souboji posledního 34. kola proti týmu Hertha BSC (výhra 2:1). V sezóně 2005/06 vstřelil během 30 zápasů 16 gólů a umístil se na páté příčce mezi kanonýry první ligy.

#### Sezóna 2006/07
Na úvod ročníku se prosadil 12. srpna 2006 proti mužstvu VfB Stuttgart, Norimberk i díky jeho brance z 37. minuty zvítězil 3:0. Podruhé se trefil ve 13. kole, kdy pomohl ke konečné výhře 3:2 nad Bayerem 04 Leverkusenem. 2. 2. 2007 vsítil svůj třetí gól v ročníku, když s Norimberkem porazil překvapivě Bayern Mnichov 3:0. Následně se trefil proti Eintrachtu Frankfurt, v 87. minutě vyrovnával na konečných 2:2. Na jaře 2007 získal s Norimberkem německý pohár. V lize nastoupil na 24 střetnutí.

#### Sezóna 2007/08
V srpnu 2007 si v zápase proti Energii Cottbus poranil meniskus a prodělal operaci, jenž jej vyřadila ze hry na několik měsíců. Jediný střelecký zásah si připsal ve 27. kole hraném 5. dubna 2008 proti Eintrachtu Frankfurt (výhra 3:1), když ve 49. minutě zvyšoval na průběžných 2:1.
V sezoně, ve které Norimberk sestoupil po čtyřech letech zpět do druhé německé Bundesligy, odehrál 17 ligových zápasů.

### Lille OSC
V létě 2008 zakotvil ve francouzském klubu Lille OSC, kam přestoupil za 4,7 mil. € a podepsal čtyřletý kontrakt.

#### Sezóna 2008/09
Ligový debut v dresu Lille si odbyl ve 4. kole hraném 31. srpna 2008 proti Girondins de Bordeaux (výhra 2:1), nastoupil na 70 minut. Svůj první ligový gól za Lille vsítil 15. listopadu 2008 ve vítězném utkání proti týmu AS Saint-Étienne (výhra 3:0). Podruhé se prosadil proti mužstvu FC Sochaux-Montbéliard (výhra 3:2), na hřiště přišel v 62. minutě a o dvanáct minut později vyrovnával na průběžných 2:2. Svůj třetí gól dal proti Olympiqu Lyon (výhra 2:0), když otevřel skóre zápasu. 21. 3. 2009 vstřelil branku na 2:0 proti Grenoblu Foot 38 (výhra 2:1). Střelecky se prosadil i v dalším kole, kdy pomohl k výhře 2:0 proti klubu FC Nantes. 30. května 2009 ve 34. kole se podílel na vítězství 3:2 nad týmem AS Nancy-Lorraine. V ročníku 2008/09 odehrál v lize 26 zápasů a pomohl mužstvu k pátému místu v tabulce.

#### Sezóna 2009/10
S klubem se představil ve skupinové fázi Evropské ligy UEFA 2009/10, kde bylo Lille OSC nalosováno do základní skupiny B společně s týmy Valencia CF (Španělsko), SK Slavia Praha (Česko) a Janov CFC (Itálie). Svojí jedinou branku v pěti střetnutích pomohl Lille k druhému místu ve skupinové fázi EL a k postupu do jarních vyřazovacích bojů.
Poprvé v ročníku dal gól 23. 8. 2009 ve třetím kole proti mužstvu Toulouse FC (remíza 1:1), ve 44. minutě otevřel skóre zápasu. V utkání 21. kola snižoval v 76. minutě na konečných 1:2 proti klubu FC Sochaux-Montbéliard. Na podzim 2009 odehrál 12 ligových střetnutí.

### MKE Ankaragücü
1. února 2010 odešel Vittek z Lille na půlroční hostování do tureckého týmu MKE Ankaragücü. Setkal se zde s reprezentačním spoluhráčem Markem Saparou.

#### Sezóna 2009/10
V dresu Ankaragücü debutoval ve 20. ligovém kole hraném 7. února 2010 proti Bursasporu (remíza 0:0), odehrál celých 90 minut. Následující týden se za Ankaragücü střelecky poprvé prosadil, když v 53. minutě srovnal v zápase s mužstvem İstanbul BBSK na konečných 1:1. Následně dvakrát skóroval do sítě Kayserisporu a podílel se na domácí výhře 3:0. Svoji čtvrtou branku dal 18. 4. 2010 ve 4. minutě proti Eskişehirsporu (výhra 3:1). Ve 32. kole rozhodl jediným gólem zápasu o výhře Ankaragücü nad Trabzonsporem. Během půl roku nastoupil k 12 utkáním v lize.

#### Sezóna 2010/11
Před ročníkem 2010/11 jej Ankaragücü z Lille koupilo za 2,1 mil. € a uzavřelo s ním kontrakt do léta 2012. Svoji jedinou a na další dobu poslední branku dal 16. dubna 2011, kdy se trefil ve 29. kole z penalty proti Bucasporu (výhra 5:3). Celkem v této sezoně odehrál 12 ligových zápasů.

### Trabzonspor
V září 2011 odešel i s Markem Saparou do jiného klubu z Turecka, konkrétně do Trabzonsporu a podepsal smlouvu na dva roky. Přestupní částka činila v případě Vitteka 600 000 €.

#### Sezóna 2011/12
S Trabzonsporem se představil ve skupinové fázi Ligy mistrů UEFA 2011/12, kde byl tým nalosován do skupiny B a střetl se zde s italským Interem Milán, mužstvem Lille OSC a klubem PFK CSKA Moskva z Ruska. Vittek nastoupil pouze v první zápase proti Interu, Trabzonspor skončil v tabulce na třetím místě a do jarního play-off nepostoupil.
Ligovou premiéru v dresu Trabzonsporu absolvoval 17. září 2011 ve druhém kole, když nastoupil na první poločas proti týmu İstanbul BBSK (prohra 0:1). Jednalo se o jeho jediný ligový start v daném ročníku.

#### Sezóna 2012/13
S klubem se představil ve čtvrtém předkole Evropské ligy UEFA 2012/13 proti maďarskému celku Videoton FC. Úvodní zápas skončil bezbrankovou remízou. Vittek nastoupil pouze v odvetě, ve které Videoton vyhrál na domácí půdě 1:0 po pokutových kopech a postoupil do skupinové fáze. První gól za Trabzonspor vsítil 26. srpna 2012 ve 2. kole turecké ligy proti hostujícímu Elazığsporu (výhra 2:0), když ve 41. minutě zužitkoval centr z levé strany a otevřel skóre utkání. Vittek se vrátil na trávníky 18. srpna 2012 po 11 měsících pauzy zaviněné operací pravého kolena. Podruhé se střelecky prosadil 20. 1. 2013 proti týmu Kardemir Karabükspor (prohra 1:3), když v deváté minutě otevřel skóre střetnutí. Během ročníku 2012/13 nastoupil k pěti utkáním v lize.

### İstanbul BBSK
Začátkem února 2013 podepsal 1,5roční kontrakt s celkem İstanbul BBSK. V srpnu 2013 však své působení v klubu ukončil. Kvůli zranění z mezistátního reprezentačního zápasu Slovenska s Belgií hraného 6. února 2013 neodehrál za İstanbul BBSK ani jeden soutěžní zápas. Tým na konci sezóny sestoupil do nižší soutěže a Vittek se pro něj stal příliš drahým hráčem.

### ŠK Slovan Bratislava (návrat)
Po odchodu z İstanbulu BBSK začal trénovat s juniorským výběrem Slovanu Bratislava. V září 2013 se do mužstva po deseti letech vrátil, podepsal kontrakt do srpna 2014 a dostal dres s číslem 33.

#### Sezóna 2013/14
Poprvé po svém návratu nastoupil v dresu Slovanu v přípravném zápase se Spartou Praha 5. září 2013 (prohra 0:1, odehrál celé utkání). Při své obnovené ligové premiéře 14. září 2013 proti Dukle Banská Bystrica vstřelil gól, Slovan vyhrál na hřišti soupeře 4:2. 18. září 2013 vsítil dvě branky v ligovém utkání proti klubu FC Nitra (výhra 5:0). Prosadil se i v následujícím kole v derby proti Spartaku Trnava (výhra 3:1), když ve 25. minutě zvyšoval na 2:1. 10. listopadu 2013 se dvěma brankami podílel na výhře 3:2 na půdě týmu MFK Ružomberok. V následujícím 18. kole otevřel ve 30. minutě skóre zápasu proti mužstvu MŠK Žilina, Slovan zvítězil 2:1. V rozmezí 22.-24. kola se čtyřikrát střelecky prosadil, když dal dva góly z penalt proti klubu FK Senica (výhra 2:0) a po jedné brance do sítí týmů FC Spartak Trnava (výhra 2:0) a FK DAC 1904 Dunajská Streda (výhra 2:1). Ve 27. kole hraném 19. 4. 2014 se prosadil proti mužstvu MFK Košice, ve druhé minutě nastavení zvyšoval na konečných 2:0. V sezóně 2013/14 Corgoň ligy získal se Slovanem ligový titul, který byl pro něj prvním v jeho hráčské kariéře. S týmem došel až do finále Slovenského poháru, kde klub podlehl Košicím v poměru 1:2. S 12 ligovými góly v 17 utkáních se stejně jako spoluhráč Pavel Fořt stal nejlepším kanonýrem Slovanu a za králem střelců Tomášem Malcem z týmu FK AS Trenčín zaostal o dvě trefy.

#### Sezóna 2014/15
Se Slovanem, který v té době vedl český trenér František Straka, postoupil přes klub The New Saints FC z Walesu (výhry 1:0 a 2:0) a moldavský celek FC Sheriff Tiraspol (výhra 2:1 a remíza 0:0) do čtvrtého předkola Ligy mistrů UEFA 2014/15. V domácím zápase 4. předkola - play-off hraného 20. srpna 2014 proti běloruskému týmu FK BATE vstřelil důležitý vyrovnávající gól na konečných 1:1. Slovan se do skupinové fáze LM nekvalifikoval, v odvetě na půdě Bate prohrál 0:3. Představil se však v základní skupině I Evropské ligy UEFA 2014/15, kde číhali soupeři SSC Neapol (Itálie), AC Sparta Praha (Česko) a Young Boys Bern (Švýcarsko). Slovan skončil ve skupinové fázi bez bodu na posledním místě, Vittek se představil pouze v odvetě proti Spartě Praha. V sezoně jej pronásledovaly zdravotní problémy, díky kterým odehrál v nejvyšší soutěži jen pět střetnutí.

#### Sezóna 2015/16
V létě 2015 uzavřel se Slovanem novou roční smlouvu. S mužstvem postoupil přes gibraltarský klub Europa FC (výhry 6:0 a 3:0) a tým UC Dublin z Irska (výhry 1:0 a 5:1) přes první dvě předkola Evropské ligy 2015/16. V odvetě 3. předkola EL hraného 6. srpna 2015 přispěl hattrickem k domácí remíze 3:3 proti ruskému mužstvu FK Krasnodar. K postupu však výsledek nevedl, neboť první zápas skončil porážkou Slovanu 0:2.
Svůj první gól v sezoně dal v sedmém kole proti klubu MFK Skalica (výhra 4:1), když ve 32. minutě zvyšoval na 3:0. 27. 9. 2015 se prosadil podruhé v ročníku a podílel se na výhře 3:1 nad týmem FO ŽP ŠPORT Podbrezová. Skóroval i v následujících dvou kolech, kdy se jednou trefil do sítě ViOnu Zlaté Moravce (výhra 2:0) a dvakrát do branky Spartaku Myjava (výhra 2:0). Svůj šestý gól v ročníku vsítil 28. listopadu 2015 v 18. kole proti Skalici (výhra 2:0), kdy v odvetě proti tomuto soupeři otevřel ve 22. minutě skóre střetnutí. Posedmé a poosmé se trefil 9. 4. 2016 v 70. a 72. minutě z pokutových kopů proti Ružomberoku (výhra 3:2). Dvoubrankový večer prožil i ve 28. kole, kdy se podílel na výhře 4:1 nad Spartakem Trnava. Se Slovanem na jaře 2016 došel po dvou letech opět do finále domácího poháru, kde tým tentokrát podlehl v zápase hraném v Trnavě mužstvu AS Trenčín 1:3. Celkem odehrál v této sezoně 25 ligových střetnutí. V červenci 2016 mu Slovan neprodloužil smlouvu.

### Debreceni VSC
V průběhu ročníku 2016/17 odešel jako volný hráč (zadarmo) do maďarského prvoligového klubu Debreceni VSC, kde podepsal kontrakt na půl roku s opcí do léta 2017. Sešel se zde se svým krajanem a bývalým spoluhráčem ze Slovanu Bratislava Karolem Mészárosem.
V dresu Debreceni debutoval 15. října 2016 v ligovém zápase proti týmu Paksi SE, na hřiště přišel do druhého poločasu a po dvou minutách vyrovnal na konečných 1:1. Podruhé v sezoně se trefil ve 14. kole proti mužstvu Gyirmót SE (výhra 2:1), když v deváté minutě dal první branku střetnutí. V prosinci 2016 v Debrecini skončil, jelikož realizačním tým ani vedení nevyužili předkupní právo. V maďarské nejvyšší lize odehrál osm zápasů a vstřelil dvě branky.

### ŠK Slovan Bratislava (druhý návrat)
V únoru 2017 se podruhé vrátil do Slovanu Bratislava, kde podepsal půlroční smlouvu s opcí.

#### Sezóna 2016/17
Obnovenou premiéru v lize po druhém návratu si odbyl ve 21. kole hraném 25. 2. 2017 proti klubu AS Trenčín, na hřiště přišel v 86. minutě místo Seydouby Soumaha. Slovan v napínavém střetnutí porazil svého soka v poměru 4:3 a dostal se na průběžné druhé místo tabulky. Při absenci Soumaha nastoupil 11. března 2017 v ligovém střetnutí proti Senici v základní sestavě a poprvé po návratu se střelecky prosadil, když ve 24. minutě proměnil pokutový kop a rozhodl o výhře 1:0 na hřišti soupeře. V sezoně 2016/17 získal se Slovanem domácí pohár, když společně se svými spoluhráči porazil ve finále hraném 1. května 2017 na stadionu NTC Poprad tehdy druholigový tým MFK Skalica v poměru 3:0. Celkem v neúplném ročníku odehrál osm střetnutí v lize.

#### Sezóna 2017/18
23. června 2017 nastoupil za mužstvo na poslední tři minuty (na hřiště přišel namísto Jakuba Mareše) v utkání Česko-slovenského Superpoháru hraného v Uherském Hradišti proti českému celku FC Fastav Zlín, kterému Slovan Bratislava podlehl v penaltovém rozstřelu. Se Slovanem postoupil přes arménské mužstvo FC Pjunik Jerevan (výhry 4:1 a 5:0) do druhého předkola Evropské ligy UEFA 2017/18, kde bratislavský klub vypadl po prohrách 0:1 a 1:2 s týmem Lyngby BK z Dánska. 17. června 2017 uzavřel se Slovanem nový roční kontrakt. Svůj první a zároveň i jediný ligový gól v ročníku dal v 10. kole v souboji s Žilinou, když v 87. minutě snižoval na konečných 2:3. 1. května 2018 nastoupil za Slovan ve finále slovenského poháru hraného v Trnavě proti celku MFK Ružomberok, "belasí" porazili svého soupeře v poměru 3:1 a obhájily tak zisk této trofeje z předešlé sezony 2016/17. Během roku si připsal celkem 23 ligových utkání. Poslední květnový den mu v mužstvu vypršela smlouva a novou nepodepsal.

## Klubové statistiky
Aktuální k 26. květnu 2019
| Sezona    | Klub                    | Soutěž         | Zápasy | Góly |
| --------- | ----------------------- | -------------- | ------ | ---- |
| 1999/2000 | ŠK Slovan Bratislava    | Mars superliga | 14     | 2    |
| 2000/2001 | ŠK Slovan Bratislava    | Mars superliga | 28     | 10   |
| 2001/2002 | ŠK Slovan Bratislava    | Mars superliga | 27     | 14   |
| 2002/2003 | ŠK Slovan Bratislava    | 1. liga        | 29     | 19   |
| 2003/2004 | ŠK Slovan Bratislava    | Corgoň liga    | 3      | 2    |
| 2003/2004 | 1. FC Norimberk (host.) | 2. Bundesliga  | 27     | 10   |
| 2004/2005 | 1. FC Norimberk         | Bundesliga     | 24     | 5    |
| 2005/2006 | 1. FC Norimberk         | Bundesliga     | 30     | 16   |
| 2006/2007 | 1. FC Norimberk         | Bundesliga     | 24     | 4    |
| 2007/2008 | 1. FC Norimberk         | Bundesliga     | 17     | 1    |
| 2008/2009 | 1. FC Norimberk         | 2. Bundesliga  | 2      | 0    |
| 2008/2009 | Lille OSC               | Ligue 1        | 26     | 6    |
| 2009/2010 | Lille OSC               | Ligue 1        | 12     | 2    |
| 2009/2010 | MKE Ankaragücü (host.)  | Süper Lig      | 12     | 5    |
| 2010/2011 | MKE Ankaragücü          | Süper Lig      | 12     | 1    |
| 2011/2012 | MKE Ankaragücü          | Süper Lig      | 0      | 0    |
| 2011/2012 | Trabzonspor             | Süper Lig      | 1      | 0    |
| 2012/2013 | Trabzonspor             | Süper Lig      | 5      | 2    |
| 2012/2013 | İstanbul BBSK           | Süper Lig      | 0      | 0    |
| 2013/2014 | ŠK Slovan Bratislava    | Corgoň liga    | 17     | 12   |
| 2014/2015 | ŠK Slovan Bratislava    | Fortuna liga   | 5      | 0    |
| 2015/2016 | ŠK Slovan Bratislava    | Fortuna liga   | 25     | 10   |
| 2016/2017 | Debreceni VSC           | OTP Bank liga  | 8      | 2    |
| 2016/2017 | ŠK Slovan Bratislava    | Fortuna liga   | 8      | 1    |
| 2017/2018 | ŠK Slovan Bratislava    | Fortuna liga   | 23     | 1    |
| 2018/2019 | ŠK Slovan Bratislava    | Fortuna liga   | 1      | 0    |

## Reprezentační kariéra

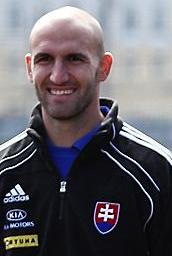
Róbert Vittek v reprezentačním úboru v roce 2010.

V A-mužstvu Slovenska debutoval 29. května 2001 v přátelském zápase proti domácímu Německu, které zvítězilo v Brémách 2:0.
Svůj první reprezentační gól zaznamenal v domácím přátelském utkání 15. srpna 2001 proti Íránu, které asijský host vyhrál v Bratislavě 4:3. Vittek se prosadil ve 30. minutě.
Střelecky nejvydařenější utkání absolvoval Vittek 8. září 2004 proti Lichtenštejnsku, když na bratislavském stadiónu Tehelné pole zaznamenal hattrick. V kvalifikačním zápase na Mistrovství světa 2006 se prosadil v 15., 59. a 81. minutě. Dohromady tomuto soupeři vstřelil ve své seniorské reprezentační kariéře šest gólů.
Začátkem února 2013 jej po roce a půl povolala do slovenské reprezentace dvojice hlavních trenérů Stanislav Griga a Michal Hipp, Slovensko čekal přátelský zápas v Bruggách s domácí Belgií. Naposledy Vittek odehrál reprezentační zápas 2. září 2011 v Dublinu proti Irsku (remíza 0:0). Poté měl zdravotní potíže s koleny. 6. února 2013 tedy nastoupil proti domácí Belgii v základní sestavě, ale již po 15 minutách hry se zranil a musel odstoupit kvůli podezření na natržený stehenní sval. Slovensko utkání prohrálo 1:2.
K dalšímu reprezentačnímu zápasu nastoupil až 8. září 2015 v kvalifikaci na EURO 2016, trenér Ján Kozák jej nasadil proti týmu Ukrajiny (remíza 0:0). Vittek hrál do 65. minuty, poté jej vystřídal na hrotu útoku Martin Jakubko. Byl i v širší nominaci na EURO 2016 ve Francii, ale kvůli zranění kolene se na evropský šampionát nedostal.

### Mistrovství světa 2010
Slovensko se utkalo na Mistrovství světa ve svém prvním utkání v základní skupině F s nováčkem šampionátu Novým Zélandem, jediný slovenský gól vstřelil v 50. minutě hlavou Róbert Vittek. V 84. minutě byl vystřídán Miroslavem Stochem, Slovensko vítězství neudrželo a v 93. minutě zařídil konečnou remízu 1:1 hlavičkující Winston Reid. Ve druhém utkání 20. června 2010 podlehlo Slovensko jihoamerickému mužstvu Paraguaye 0:2, Vittek odehrál celý zápas. 24. června 2010 vstřelil dva důležité góly ve třetím zápase Slovenska v základní skupině proti Itálii a pomohl tak reprezentaci k vítězství 3:2 a postupu do osmifinále ze druhého místa na úkor Itálie. Slovenský útočník se prosadil ve 25. a 73. minutě. V osmifinále se Slovensko střetlo s Nizozemskem, v nastaveném čase v 94. minutě snižoval Vittek z pokutového kopu na konečných 1:2. Tento výsledek posunul do čtvrtfinále turnaje pozdějšího vicemistra Nizozemsko.
Róbert Vittek vstřelil na tomto světovém šampionátu celkem čtyři z pěti slovenských gólů, zbývající dal Kamil Kopúnek v zápase proti Itálii. Za turnajovým králem střelců Thomasem Müllerem z Německa a dalšími třemi pětigólovými střelci zaostal o jedinou branku. Stal se rovněž nejlepším slovenským střelcem na světových šampionátech (před Adolfem Schererem se 3 góly z MS 1962).

### Reprezentační góly a zápasy
| Gól  | Datum        | Stadion                                                 | Soupeř          | Skóre (min.)  | Výsledek | Soutěž                   |
| 2001 | 2001         | 2001                                                    | 2001            | 2001          | 2001     | 2001                     |
| ---- | ------------ | ------------------------------------------------------- | --------------- | ------------- | -------- | ------------------------ |
| 010  | 15. 08. 2001 | Tehelné pole, Bratislava, Slovensko                     | Írán            | 03:2 0(30.)   | 3:4      | přátelské utkání         |
| 2003 |              |                                                         |                 |               |          |                          |
| 02   | 12. 02. 2003 | GSZ Stadion, Larnaka, Kypr                              | Rumunsko        | 00:1 0(6.)    | 2:1      | přátelské utkání         |
| 03   | 13. 02. 2003 | GSZ Stadion, Larnaka, Kypr                              | Kypr            | 01:2 0(62.)   | 1:3      | přátelské utkání         |
| 04   | 13. 02. 2003 | GSZ Stadion, Larnaka, Kypr                              | Kypr            | 01:3 0(84.)   | 1:3      | přátelské utkání         |
| 05   | 11. 10. 2003 | Rheinpark Stadion, Vaduz, Lichtenštejnsko               | Lichtenštejnsko | 00:1 0(40.)   | 0:2      | kvalifikace na EURO 2004 |
| 06   | 11. 10. 2003 | Rheinpark Stadion, Vaduz, Lichtenštejnsko               | Lichtenštejnsko | 00:2 0(56.)   | 0:2      | kvalifikace na EURO 2004 |
| 2004 |              |                                                         |                 |               |          |                          |
| 07   | 18. 08. 2004 | Tehelné pole, Bratislava, Slovensko                     | Lucembursko     | 01:1 0(26.)   | 3:1      | kvalifikace na MS 2006   |
| 08   | 04. 09. 2004 | VTB Arena, Moskva, Rusko                                | Rusko           | 01:1 0(87.)   | 1:1      | kvalifikace na EURO 2004 |
| 09   | 08. 09. 2004 | Tehelné pole, Bratislava, Slovensko                     | Lichtenštejnsko | 01:0 0(15.)   | 7:0      | kvalifikace na MS 2006   |
| 10   | 08. 09. 2004 | Tehelné pole, Bratislava, Slovensko                     | Lichtenštejnsko | 03:0 0(59.)   | 7:0      | kvalifikace na MS 2006   |
| 11   | 08. 09. 2004 | Tehelné pole, Bratislava, Slovensko                     | Lichtenštejnsko | 04:0 0(81.)   | 7:0      | kvalifikace na MS 2006   |
| 2005 |              |                                                         |                 |               |          |                          |
| 12   | 09. 02. 2005 | GSZ Stadion, Larnaka, Kypr                              | Rumunsko        | 00:1 0(12.)   | 2:2      | přátelské utkání         |
| 13   | 07. 09. 2005 | Skonto stadions, Riga, Lotyšsko                         | Lotyšsko        | 00:1 0(36.)   | 1:1      | kvalifikace na MS 2006   |
| 2006 |              |                                                         |                 |               |          |                          |
| 14   | 07. 10. 2006 | Millennium Stadium, Cardiff, Wales                      | Wales           | 01:5 0(59.)   | 1:5      | kvalifikace na EURO 2008 |
| 2007 |              |                                                         |                 |               |          |                          |
| 15   | 24. 03. 2007 | GSP Stadion, Strovolos, Kypr                            | Kypr            | 01:1 0(54.)   | 1:3      | kvalifikace na EURO 2008 |
| 2008 |              |                                                         |                 |               |          |                          |
| 16   | 19. 11. 2008 | Štadión pod Dubňom, Žilina, Slovensko                   | Lichtenštejnsko | 03:0 0(75.)   | 4:0      | přátelské utkání         |
| 2009 |              |                                                         |                 |               |          |                          |
| 17   | 10. 02. 2009 | Tsirion Stadion, Lemesos, Kypr                          | Ukrajina        | 01:1 0(42.)   | 2:3      | Kyperský turnaj 2009     |
| 18   | 12. 08. 2009 | Laugardalsvöllur, Reykjavík, Island                     | Island          | 00:1 0(36.)   | 1:1      | přátelské utkání         |
| 2010 |              |                                                         |                 |               |          |                          |
| 19   | 05. 06. 2010 | Štadión Pasienky, Bratislava, Slovensko                 | Kostarika       | 02:0 0(47.)   | 3:0      | přátelské utkání         |
| 20   | 15. 06. 2010 | Royal Bafokeng Stadium, Phokeng, Jihoafrická republika  | Nový Zéland     | 00:1 0(50.)   | 1:1      | MS 2010                  |
| 21   | 24. 06. 2010 | Ellis Park Stadium, Johannesburg, Jihoafrická republika | Itálie          | 01:0 0(25.)   | 3:2      | MS 2010                  |
| 22   | 24. 06. 2010 | Ellis Park Stadium, Johannesburg, Jihoafrická republika | Itálie          | 02:0 0(73.)   | 3:2      | MS 2010                  |
| 23   | 28. 06. 2010 | Moses Mabhida Stadium, Durban, Jihoafrická republika    | Nizozemsko      | 02:1 0(90+4.) | 2:1      | MS 2010                  |

| Rok    | Zápasy | Góly | Gól/záp. |
| ------ | ------ | ---- | -------- |
| 2001   | 6      | 1    | 0,17     |
| 2002   | 5      | 0    | 0,00     |
| 2003   | 8      | 5    | 0,63     |
| 2004   | 8      | 5    | 0,63     |
| 2005   | 10     | 2    | 0,20     |
| 2006   | 6      | 1    | 0,17     |
| 2007   | 5      | 1    | 0,20     |
| 2008   | 9      | 1    | 0,11     |
| 2009   | 11     | 2    | 0,18     |
| 2010   | 7      | 5    | 0,71     |
| 2011   | 4      | 0    | 0,00     |
| 2012   | 0      | 0    | 0,00     |
| 2013   | 1      | 0    | 0,00     |
| 2014   | 0      | 0    | 0,00     |
| 2015   | 1      | 0    | 0,00     |
| 2016   | 1      | 0    | 0,00     |
| Celkem | 82     | 23   | 0,28     |

## Funkcionářská kariéra
V září 2022 se stal ředitelem pro mezinárodní vztahy ve Slovanu Bratislava.

## Úspěchy

### Reprezentační
- 1× účast na Mistrovství světa (2010 - osmifinále)

### Individuální
- 2× Cena Petra Dubovského (nejlepší slovenský fotbalista do 21 let) - 2001, 2002 [4]
- 1× Fotbalista roku na Slovensku - 2006 [4]